# Gołe Wierchy
Gołe Wierchy – dwa szczyty w grani Liptowskich Kop w słowackich Tatrach. Znajdują się pomiędzy szczytem Krzyżnego Liptowskiego (po ich południowej stronie) a Wielką Kopą Koprową (po północnej stronie). Ich wschodnie stoki opadają do Doliny Koprowej, zachodnie do doliny Koprowicy. W kolejności od południa na północ wyróżnia się:
- Koprowicka Przełęcz Niżnia (1908 m) – pomiędzy Krzyżnem Liptowskim a Skrajnym Gołym Wierchem,
- Skrajny Goły Wierch Liptowski (Krajný Holý vrch, 1970 m),
- Koprowicka Przełęcz Wyżnia (Vyšné kôprovické sedlo, 1937 m),
- Zadni Goły Wierch Liptowski (Zadný Holý vrch, 1970 m),
- Turkowa Przełęcz (Turkovo sedlo, 1948 m) – pomiędzy Zadnim Gołym Wierchem a Wielką Kopą Liptowską.

Dawniej obydwa te szczyty były nazywane Gołymi Wierchami Smreczyńskimi lub Gołymi Wierchami. Mają kopulaste i trawiaste wierzchołki. Były wypasane przez mieszkańców wsi Kokawa i Wychodna. Od 1948 r. stanowią niedostępny dla turystów obszar ochrony ścisłej. Z Gołych Wierchów schodzą do Doliny Koprowej kolosalne lawiny, największe w całych Liptowskich Kopach. Np. w marcu 1956 r. lawina o objętości 210 tysięcy metrów sześciennych zmiotła las na obszarze o rozmiarach ok. 400 × 400 metrów. Siłą podmuchu powaliła także drzewostan na przeciwległym stoku, a grubość lawiniska wyniosła 7 m.
Przez topografów polskich Gołe Wierchy wraz z całymi Kopami Liptowskimi są zaliczane do Tatr Wysokich, przez topografów słowackich do Tatr Zachodnich.